# Carlos Lehder
Carlos Enrique Lehder Rivas anomenat El Bocón (Armenia, Colòmbia, 7 de setembre de 1949) és un traficant de drogues germano-colombià, cofundador del Càrtel de Medellín, detingut el 4 de febrer de 1987 i condemnat el 19 de maig de 1988 a cadena perpètua a més de 135 anys de presó als Estats Units per tres delictes comesos entre els anys 1978 i 1980: organització criminal, conspirar per importar cocaïna als Estats Units i importar i posseir cocaïna amb la intenció de distribuir-la des de Norman's Cay fins Florida i el sud de Geòrgia.
Fill de pare alemany i de mare colombiana de classe mitjana, resident als Estats Units, el paper de Carlos Lehder va ser fonamental en l'ascensió de Pablo Escobar. Iniciat en el comerç de la cocaïna transportant petites quantitats de droga, Lehder va concebre la idea d'un gran centre de transferència amb base en una de les illes de les Bahames, Norman's Cay. L'illa va ser llogada i convertida en pista d'aterratge i d'entrada marítima als Estats Units. I d'aquesta manera es movien quantitats enormes de droga.
Carlos Lehder també va marcar les relacions entre narcotràfic i política creant el seu propi partit: el Movimiento Latino, la principal bandera del qual va ser la lluita contra l'extradició cap als Estats Units. Rodriguez Gacha va tractar d'exercir una influència política local a través del grup « Morena », creat pels líders liberals i els paramilitars de Magdalena, en part finançat pel capo. Però, segons molts testimoniatges, l'amenaça era el seu principal recurs.
Carlos Lehder va ser un dels primers membres importants del càrtel de Medellín a ésser extradit als Estats Units. Com a associat de Pablo Escobar, va acumular una fortuna de més de 2 mil milions de dòlars. L'any 1992, la seva pena d'empresonament va ser reduïda a 55 anys en total per haver testificat contra Manuel Noriega.
Va sortir de la presó el 16 de juny del 2020 i fou acompanyat per dos agents dels Estats Units cap a Alemanya en un vol regular. Segons declaracions de la seva filla, el motiu de la seva llibertat va ser la recaiguda d'un càncer de pròstata diagnosticat anys abans i del que una associació alemanya va acordar pagar-ne el tractament.